# Alcublas (kommun)
Alcublas är en kommun i Spanien.   Den ligger i provinsen Província de València och regionen Valencia, i den östra delen av landet, 270 km öster om huvudstaden Madrid. Antalet invånare är 767. Arean är 44 kvadratkilometer. Alcublas gränsar till Andilla, Jérica, Sacañet, Llíria och Altura. 
Terrängen i Alcublas är kuperad åt sydväst, men åt nordost är den platt.